# Марсель-Сен-Жинье

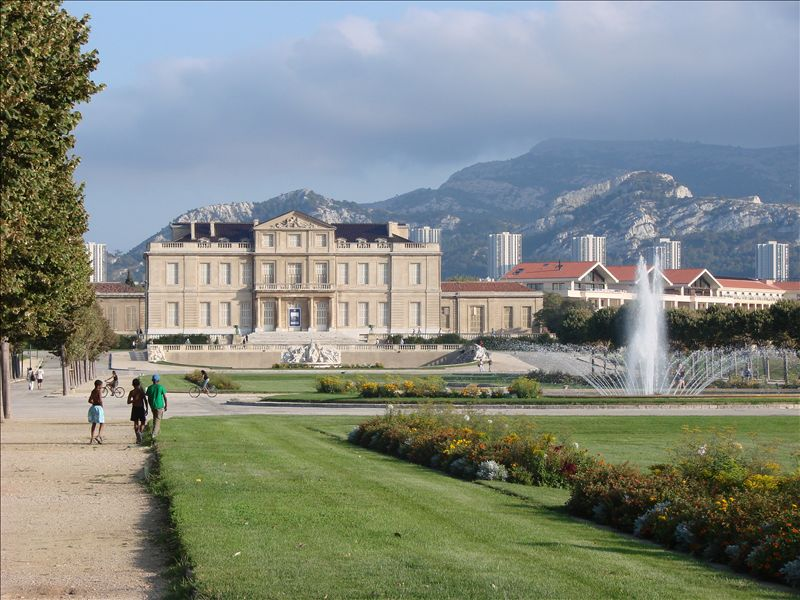
Замок Парк-Борели

Марсе́ль-Сен-Жинье́ (фр. Marseille-Saint-Giniez) — кантон во Франции, находится в регионе Прованс — Альпы — Лазурный Берег, департамент Буш-дю-Рон. Входит в состав округа Марсель.
Код INSEE кантона — 1324. В кантон Марсель-Сен-Жинье входит часть коммуны Марсель.
Население кантона на 2008 год составляло 37 031 человек.